# Karl Schuke Berliner Orgelbauwerkstatt
Die Karl Schuke Berliner Orgelbauwerkstatt GmbH ist ein deutsches Orgelbauunternehmen aus Berlin.

## Geschichte
Die Karl Schuke Berliner Orgelbau Werkstatt entstand aus der Alexander Schuke Orgelbauanstalt Potsdam, heute Alexander Schuke Potsdam Orgelbau GmbH, die Karl Schuke und Hans-Joachim Schuke von 1933 bis 1950 gemeinsam leiteten.
Aufgrund der politischen Verhältnisse in den Nachkriegsjahren erschien es den Brüdern Schuke ratsam, im Westteil von Berlin ein weiteres Standbein zu haben. Somit wurde 1950 durch den Mitarbeiter Ernst Bittcher die Berliner Orgelbauwerkstatt als Ableger der Potsdamer Firma gegründet. Im Jahr 1953 übernahm Karl Schuke die alleinige Unternehmensführung der Berliner Werkstatt, die somit auch zur Karl Schuke Berliner Orgelbauwerkstatt GmbH umbenannt wurde. Bis 1966 wurde in der Werkstatt einer ehemaligen Tischlerei in Berlin-Lichterfelde gearbeitet. Noch in diesem Jahr wurde in Berlin-Zehlendorf ein neues Werkstattgebäude gebaut.
Im Jahr 1976 kam es zu einer Neuordnung der Geschäftsführung mit Mitarbeitern als Gesellschafter. Im Jahr 1987 verstarb Karl Schuke im Alter von 80 Jahren. Da keines der vier Kinder von Karl Schuke in das Unternehmen einsteigen wollte bzw. konnte, lag die Fortführung des Unternehmens nun in der Hand der Gesellschafter. Auch bis zum heutigen Tage werden in der Karl Schuke Berliner Orgelbauwerkstatt Neubauten und Restaurierungen durchgeführt.
Heute leitet Martin Schwarz das Unternehmen, das 28 Mitarbeiter beschäftigt (Stand: 2016).

## Werkliste (Auswahl)
Orgeln der Karl Schuke Berliner Orgelbauwerkstatt GmbH werden mittlerweile in der ganzen Welt gespielt. Bis zum Ausscheiden aus der Alexander Schuke Potsdam Orgelbauanstalt im Dezember 1952 war Karl Schuke auch dort maßgeblich beteiligt an Bestandsaufnahmen, Reparaturen, Wiederaufbauten zerstörter Orgeln und zahlreichen Neubauten. Zu seinen Arbeiten in Deutschland gehören unter anderem die nachfolgend aufgeführten.
In der sechsten Spalte der Tabelle bezeichnet die römische Zahl die Anzahl der Manuale, ein großes „P“ ein selbstständiges Pedal, ein kleines „p“ ein nur angehängtes Pedal und die arabische Zahl in der siebten Spalte die Anzahl der klingenden Register.
| Jahr      | Opus | Ort                     | Gebäude                                               | Bild | Manuale | Register                             | Bemerkungen |
| --------- | ---- | ----------------------- | ----------------------------------------------------- | ---- | ------- | ------------------------------------ | --- |
| 1949      |      | Strasburg (Uckermark)   | St. Marien                                            |      | II/P    | 28                                   | im Gehäuse und m. Pedalregistern von Kaltschmidt 1849, Umdisponierung 1973 durch Fahlberg |
| 1955      | 20   | Wadern                  | Evangelische Kirche                                   |      | I/P     | 7                                    | |
| 1955/58   | 27   | Berlin-Schöneberg       | Dorfkirche Alt-Schöneberg                             |      | II/P    | 15                                   | → Orgel |
| 1956      | 31   | Berlin-Lichterfelde     | Dorfkirche Giesensdorf                                |      | I/P     | 4                                    | → Orgel |
| 1956      | 37   | Berlin-Wedding          | Himmelfahrtskirche                                    |      | I/P     | 5                                    | Interimsorgel, 1960 verkauft und durch Neubau selbiger Firma ersetzt |
| 1956      | 40   | Berlin-Lankwitz         | Dorfkirche                                            |      | I/P     | 6                                    | → Orgel |
| 1957      | 43   | Berlin-Kreuzberg        | St. Thomas (Chororgel)                                |      | I/P     | 6                                    | Das Instrument stand vorher im Gemeindehaus und wurde 1958 als Chororgel in der Kirche aufgestellt; geteilte Schleifen. → Orgel |
| 1957–1958 | 47   | Berlin-Hansaviertel     | St. Ansgar                                            |      | III/P   | 31                                   | 2008 Restaurierung durch Friedrich Fleiter → Orgel |
| 1957      | 50   | Berlin-Schmargendorf    | Evangelische Kreuzkirche                              |      | II/P    | 17                                   | → Orgel |
| 1958      | 54   | Berlin-Rudow            | Dorfkirche Rudow                                      |      | II/P    | 19                                   | → Orgel |
| 1958      | 55   | Berlin-Schöneberg       | Kirche zum Heilsbronnen                               |      | III/P   | 42                                   | |
| 1958      | 63   | Emden                   | Neue Kirche (Emden)                                   |      | II/P    | 20                                   | mit Kupferpfeifen im Pedalprospekt |
| 1958      | 66   | Berlin-Kreuzberg        | Ölbergkirche (Kreuzberg)                              |      | II/P    | 12                                   | |
| 1958      | 68   | Berlin-Schöneberg       | Nathanaelkirche                                       |      | III/P   | 32                                   | → Orgel |
| 1955–1959 | 70   | Mülheim an der Ruhr     | Petrikirche                                           |      | IV/P    | 59                                   | Disposition Siegfried Reda, Denkmalschutz, 2001 saniert→Orgel |
| 1959      | 84   | Saarbrücken             | Schlosskirche                                         |      | III/P   | 33                                   | neobarocke Disposition |
| 1960      | 88   | Berlin-Wedding          | Himmelfahrtskirche                                    |      | II/P    | 18                                   | →Orgel |
| 1960      | 90   | Greetsiel               | Greetsieler Kirche                                    |      | I/p     | 6                                    | Hinter historischem Prospekt von Johann Friedrich Constabel (1738) |
| 1961      | 91   | Berlin-Lichterfelde     | Martin-Luther-Kirche                                  |      | II/P    | 23                                   | → Orgel |
| 1960      | 94   | Berlin-Lichterfelde     | Pauluskirche                                          |      | III/P   | 34                                   | → Orgel |
| 1961      | 104  | Berlin-Wilmersdorf      | Schwedische Kirche                                    |      | II/P    | 11                                   | →Orgel |
| 1961      | 109  | Frankfurt-Sachsenhausen | Dreikönigskirche                                      |      | III/P   | 48                                   | Disposition von Helmut Walcha |
| 1962      | 114  | Braunschweig            | Braunschweiger Dom                                    |      | IV/P    | 55                                   | → Orgel |
| 1962      |      | Hannover                | Reformierte Kirche                                    |      | II/P    | 15                                   | →Orgel |
| 1962      | 116  | Trier                   | Konstantinbasilika                                    |      | II/P    | 30                                   | → Orgel |
| 1962      | 118  | Hamburg-Wellingsbüttel  | Lutherkirche                                          |      | III/P   | 37                                   | |
| 1958–1962 | 119  | Berlin-Charlottenburg   | Kaiser-Wilhelm-Gedächtniskirche                       |      | IV/P    | 62                                   | seit 1985 mehrfach umgebaut → Orgel 2018 Erweiterung mit Midi-Synthesizer und digitalen Registern |
| 1963      | 136  | Berlin-Moabit           | Erlöserkirche                                         |      | II/P    | 23                                   | → Orgel |
| 1964      | 141  | München                 | Maria vom Guten Rat                                   |      | II/P    | 26                                   | → Orgel |
| 1964      | 143  | Berlin-Charlottenburg   | Kirche am Lietzensee                                  |      | III/P   | 34                                   | → Orgel |
| 1964      | 153  | Berlin-Charlottenburg   | Kapelle der Kaiser-Wilhelm-Gedächtniskirche           |      | I/P     | 5                                    | →Orgel |
| 1964      | 155  | Berlin-Friedenau        | Philippus-Kirche                                      |      | II/P    | 18                                   | → Orgel |
| 1965      | 167  | Bunde                   | Reformierte Kirche                                    |      | II/P    | 23                                   | Hinter historischem Prospekt von Hinrich Just Müller (1793) → Orgel |
| 1965      | 174  | Hürth-Efferen           | Friedenskirche (Hürth)                                |      | II/P    | 8                                    | |
| 1965      | 184  | Berlin-Tiergarten       | Berliner Philharmonie                                 |      | IV/P    | 72                                   | 1992 Renovierung und Überarbeitung; 2008 Reinigung und Überarbeitung nach dem Brand; 2011 neuer, fahrbarer Spieltisch Orgel |
| 1966      | 192  | Berlin-Buckow           | Gemeindezentrum Neu-Buckow                            |      | II/P    | 12                                   | 1993 auf II/13 erweitert, 2014 überholt → Orgel |
| 1966      | 196  | Ratingen                | Evang. Stadtkirche                                    |      | II/P    | 25                                   | → Orgel |
| 1967      | 204  | Wuppertal               | Immanuelskirche                                       |      | IV/P    | 54                                   | → Orgel |
| 1967      | 205  | Darmstadt-Kranichstein  | Schlosskapelle                                        |      | I       | 5                                    | |
| 1967      | 206  | Düsseldorf-Benrath      | Dankeskirche                                          |      | II/P    | 23                                   | überholt 2002 → Orgel |
| 1967      | 207  | Düsseldorf-Grafenberg   | Melanchthonkirche                                     |      | IV/P    | 50                                   | → Orgel |
| 1968      | 218  | Essen                   | Kreuzeskirche                                         |      | IV/P    | 70                                   | überholt 2015 → Orgel |
| 1968      | 220  | Essen-Rellinghausen     | Ev. Kirche                                            |      | IV/P    | 41                                   | |
| 1968      | 229  | Berlin-Friedenau        | Zum Guten Hirten                                      |      | III/P   | 42                                   | 1972 erweitert auf 42 Register durch die Erbauerfirma, 2013 Einbau Setzeranlage, Orgel |
| 1968      | 230  | Berlin-Charlottenburg   | Eosander-Kapelle im Schloss Charlottenburg            |      | II/P    | 26                                   | |
| 1968      | 232  | Bad Oeynhausen-Rehme    | Laurentiuskirche                                      |      | II/P    | 21                                   | |
| 1969      | 237  | Düsseldorf-Hassels      | Anbetungskirche                                       |      | II/P    | 23                                   | 2022 abgebaut zugunsten eines elektronischen Instruments → Orgel |
| 1969      | 238  | Ohmstede                | Ohmsteder Kirche                                      |      | II/P    | 27                                   | Disposition von Karl Schuke und Landeskirchenmusikdirektor Artur Kalkoff |
| 1969      | 244  | Darmstadt               | Pauluskirche                                          |      | IV/P    | 55                                   | 2013 von ursprünglich 53 auf 55 Register und um Setzeranlage erweitert Orgel |
| 1970      | 249  | Berlin-Schöneberg       | St. Norbert                                           |      | III/P   | 27                                   | →Orgel |
| 1970      |      | Essen-Heidhausen        | Jonakirche                                            |      | II/P    | 21                                   | überholt 2023 → Orgel |
| 1970      | 260  | Goslar                  | Marktkirche St. Cosmas und Damian                     |      | III/P   | 37                                   | 2012 von Orgelbauern Hartwig und Tilmann Späth (Freiburg) umgebaut, renoviert und auf IV/P/58 erweitert.→ Orgel |
| 1971      | 267  | Nachrodt-Wiblingwerde   | Evangelische Kirche Nachrodt                          |      | II/P    | 19                                   | → Orgel |
| 1971      | 270  | Berlin-Neukölln-Britz   | Hephatakirche                                         |      | II/P    | 15                                   | Beitrag zur Orgel |
| 1972      | 273  | Hagen                   | Matthäuskirche                                        |      | II/P    | 27                                   | Prospektentwurf von Peter Grote |
| 1973      |      | Hannover                | Hochschule für Musik, Theater und Medien, Raum E33    |      | II/P    | 15                                   | → Orgel |
| 1975      | 311  | Helmstedt               | St. Stephani                                          |      | III/P   | 36                                   | hinter dem historischen Prospekt von David Beck (1583–1584) |
| 1975      | 316  | Essen                   | Friedenskirche                                        |      | II/P    | 24                                   | mit Koppelmanual; 2004 durch den Orgelbaumeister Amadeus Junker in der Epiphanias-Kirche in Bochum mit einem neuen Prospekt wiederaufgebaut |
| 1977      | 325  | Bad Fallingbostel       | St. Dionysius                                         |      | II/P    | 22                                   | |
| 1977      | 326  | Trier                   | St. Matthias                                          |      | III/P   | 39                                   | |
| 1978      | 323  | Sankt-Augustin-Hangelar | Christuskirche                                        |      | II/P    | 12                                   | am 6. März 1978 im Gemeindehaus aufgestellt, 1984 in die dann erbaute Christus-Kirche versetzt |
| 1978      | 332  | Varel                   | Schlosskirche                                         |      | III/P   | 47                                   | Unter Verwendung des Gehäuses von Philipp Furtwängler (1861) |
| 1978      |      | Borby                   | Kirche Borby                                          |      | II/P    | 20                                   | mit Pfeifenmaterial aus der Vorgängerorgel, 2001 renoviert und umintoniert, Orgel |
| 1981      | 357  | Frankfurt am Main       | Alte Oper                                             |      | III/P   | 60                                   | 2010 Überarbeitung |
| 1985      | 405  | Reykjavík               | Domkirche                                             |      | III/P   | 33                                   | |
| 1986      | 408  | Würzburg                | Neubaukirche, Aula der Universität                    |      | IV/P    | 64                                   | |
| 1988      | 431  | Schopfheim              | Evangelische Stadtkirche                              |      | II/P    | 34                                   | 1999 Neuaufbau nach Kirchenbrand → Orgel |
| 1988      | 439  | München                 | Hochschule für Musik und Theater, Unterrichtsraum A26 |      | III/P   | 38                                   | → Orgel |
| 1989      | 446  | Detwang                 | St. Peter und Paul                                    |      | II/P    | 17                                   | 1.188 Pfeifen |
| 1989      | 448  | Münster                 | St. Lamberti                                          |      | IV/P    | 55                                   | |
| 1989      | 450  | Coburg                  | Morizkirche                                           |      | III/P   | 54                                   | Unter Verwendung des historischen Prospekts und der vier verbliebenen Register von Wolfgang-Heinrich Daum (1740) → Orgel |
| 1990      | 454  | Frankfurt-Schwanheim    | Martinuskirche                                        |      | II/P    | 21                                   | Gefertigt nach einer Disposition des Kantors M.H. Hoffmann; der Prospekt gleicht dem der Vorgängerorgel von 1928 des Orgelbauers Weigle und berücksichtigt das Rundfenster in der Giebelwand                                                                                                |
| 1991      |      | Bayreuth                | Schlosskirche                                         |      | III/P   | 47                                   | 2019 Generalüberholung durch Schuke |
| 1991      |      | Berlin-Frohnau          | Johanneskirche                                        |      | III/P   | 40                                   | Übernahme von 23 Registern des Vorgängerinstruments (A. Schuke 1936, op. 156) → Orgel |
| 1992      | 473  | Würzburg                | Unsere Liebe Frau                                     |      | III/P   | 45                                   | |
| 1994      |      | Schlüchtern             | Stadtkirche St. Michael                               |      | III/P   | 37                                   | |
| 1994      | 482  | Schöningen              | St. Vincenz                                           |      | III/P   | 33                                   | Neubau hinter historischem Hauptwerkprospekt von Jonas Weigel/Johann Friedrich Besser (1658); Rekonstruktion des Rückpositivs |
| 1995      | 492  | Hamburg-Niendorf        | Kirche am Markt                                       |      | II/P    | 29                                   | Hinter historischem Prospekt von Johann Daniel Busch (1770) |
| 1996      | 500  | München                 | Zu den heiligen zwölf Aposteln                        |      | II/P    | 38                                   | → Orgel |
| 1996      | 501  | Frankfurt-Praunheim     | Auferstehungskirche                                   |      | II/P    | 17                                   | |
| 1997      |      | Naila                   | Stadtkirche                                           |      | II/P    | 36                                   | → Orgel |
| 1997      | 506  | Weißenohe               | St. Bonifatius                                        |      | II/P    | 23                                   | Hinter historischem Prospekt (1724) |
| 1998      | 515  | Berlin-Baumschulenweg   | Krematorium, Große Feierhalle                         |      | II/P    | 12                                   | → Orgel |
| 1999      | 518  | Bielefeld               | Zionskirche Bethel                                    |      | III/P   | 45                                   | 2018 durch Schuke Austausch eines Registers |
| 1999      | 520  | Berlin-Britz            | Dorfkirche Britz                                      |      | II/P    | 16                                   | → Orgel |
| 2000      | 522  | Bundang (Südkorea)      | Kath. Kirche St. John Parish                          |      | IV/P    | 65                                   | |
| 2002      | 535  | Gelsenkirchen           | Evangelische Altstadtkirche                           |      | III/P   | 45                                   | Vox humana 8′ in eigenem Schwellwerkkasten |
| 2002      | 537  | Krakau                  | Musikakademie Krakau                                  |      | III/P   | 29                                   | |
| 2003      | 542  | Denver (USA)            | Lamont School of Music, Denver University             |      | III/P   | 40                                   | |
| 2004      | 544  | Fukui (Japan)           | Harmony Hall                                          |      | IV/P    | 70                                   | |
| 2004      | 546  | Fulda                   | St. Bonifatius                                        |      | II/P    | 31                                   | |
| 2005      | 550  | Luxemburg               | Philharmonie Luxembourg                               |      | IV/P    | 82                                   | |
| 2008      |      | Hermannsburg            | Große-Kreuz-Kirche                                    |      | II/P    | 31                                   | 1967 ursprünglich für eine Essener Kirche gebaut. 2008 in Hermannsburg eingebaut, um ein Register erweitert und neu intoniert. |
| 2008      | 554  | Frankfurt-Bornheim      | Johanniskirche                                        |      | II/P    | 32                                   | Unter Verwendung des Prospekts und 4 Registern von Walcker (1874) |
| 2009      | 555  | Trondheim               | Strinda kirke                                         |      | III/P   | 39                                   | |
| 2010      |      | Oslo                    | Pauluskirche                                          |      | IV/P    | 65                                   | Unter Verwendung von erhaltenen Registern von Albert Hollenbach (1892; II/P/18) |
| 2010      |      | Schleswig               | Schleswiger Dom                                       |      | IV/P    | 64                                   | Sanierung und Erweiterungsumbau der Orgel von Marcussen (1963; III/P/51) hinter Prospekt von 1701 |
| 2010      | 557  | Detmold                 | Heilig-Kreuz-Kirche (Hochschule für Musik Detmold)    |      | III/P   | 62                                   | Disposition in Tradition der deutsch-französischen Romantik |
| 2011      | 559  | Berlin-Heiligensee      | Dorfkirche                                            |      | II/P    | 16                                   | |
| 2011–2013 | 561  | Berlin-Zehlendorf       | Paulus-Kirche                                         |      | III/P   | 44                                   | In französisch-symphonischer Tradition von Aristide Cavaillé-Coll; ergänzt um einen Neubau in barockem Stil von Rowan West |
| 2010–2012 | 567  | Kattowitz               | Philharmonie Kattowitz                                |      | III/P   | 36                                   | |
| 2017      | 568  | Berlin-Mitte            | Kapelle der Versöhnung                                |      | II/P    | 27 (II/9+18 Extensionen und Transm.) | „Klang der Versöhnung“: es gibt vier spezielle Register, die Musik aus den USA, England, Frankreich und Russland intonieren können, denn diese Länder waren die Besatzungsmächte in der Viersektorenstadt. Die Orgel besitzt eine elektrische Einzeltonsteuerung für die Schleifladen→Orgel |
| 2017      |      | Neubrandenburg          | Marienkirche                                          |      | IV/P    | 70                                   | in Zusammenarbeit mit Johannes Klais Orgelbau → Orgel |
| 2022      | 577  | Kleinmachnow            | Neue Kirche                                           |      | II/P    | 35                                   | Orgel mit 35 Registern, aus sieben Reihen, drei Transmissionen und einem Vorabzug, verteilt auf zwei Manuale und Pedal mit elektrischer Ton- und Registertraktur Festgottesdienst zur Indienststellung der Orgel am 2. Oktober 2022                                                         |